# Johan Kasimir av Pfalz-Zweibrücken
Johan Kasimir av Pfalz-Zweibrücken, född 12 april 1589 i Zweibrücken, död 8 juni 1652 på Stegeborg, var en tysk-svensk adelsman, son till Johan I av Pfalz-Zweibrücken och Magdalena av Jülich, och gift med svenske kung Karl IX:s dotter, Katarina av Sverige. Genom sin son kung Karl X Gustav blev han stamfar till den så kallade pfalziska ätten på Sveriges tron, en gren av furstehuset Wittelsbach.
Hans titlar var Pfalzgreve vid Rhen, hertig av Jülich, Kleve och Berg, greve till Veldenz, Sponheim och Ravensburg och herre till Ravenstein, men detta innebar inte att han hade något inflytande i något av dessa områden.

## Biografi
Johan Kasimir uppfostrades i faderns humanistiska fursteskola i Zweibrücken. Efter faderns död 1604 kom han att uppfostras hos sin förmyndare Fredrik IV av Pfalz i Heidelberg. Efter fadern ärvde han Pfalzgrevskapet Kleeburg i Elsass, bestående av två slott, en köping och ett tiotal byar. Det var i denna egenskap han bar titeln pfalzgreve. År 1613 sändes han till Sverige för att söka stöd för den protestantiska unionen. Hans kalvinistiska tro gjorde det till en början svårt för honom att anpassa sig.
År 1615 gifte han sig med sin syssling, prinsessan Katarina av Sverige, dotter till Karl IX (sysslingarna var besläktade genom Filip den ädelmodige av Hessen som var farmors far till Johan Kasimir och mormors far till Katarina). Efter att ha återvänt till sitt hertigdöme 1617, såg han sig samma år tvingad att fly därifrån till följd av de kejserligas framgångar i de pfalziska länderna.
När han återvände till Sverige 1622 med sin hustru, förlänades han Stegeborg i Östergötland som pantlän för hemgiften. Detta bekräftades återigen 1651. Han är begravd i Strängnäs domkyrka.

Johan Kasimirs trolovningsring-vigselring med cabochonslipad rubin, i Livrustkammaren

## Barn
1. Christina Magdalena (1616–1662), gift med Fredrik VI av Baden-Durlach.
2. Johan Wolfgang Karl (1618–1621).
3. Emilia Elisabeth (1619–1628).
4. Karl X Gustav (1622–1660), kung av Sverige 1654–1660.
5. Maria Eufrosyne (1625–1687), gift med Magnus Gabriel De la Gardie.
6. Eleonora Katarina (1626–1692), gift med lantgreve Fredrik av Hessen-Eschwege.
7. Kristina (1628–1629).
8. Adolf Johan (1629–1689), riksmarskalk med mera.